# Transcorticale sensorische afasie
Een transcorticale sensorische afasie is een vorm van afasie, waarbij er sprake is van een verstoord taalbegrip. Door hersenletsel in de occipitale kwab, net achter het centrum van Wernicke, gebruikt de patiënt niet de juiste woorden, maar woorden die hij op enige manier in verband brengt met hetgeen hij wil zeggen, zogenaamde semantische parafrasieën. Zo kan hij "citroen" zeggen als hij "appel" bedoelt, of "papier" in plaats van "potlood". Een patiënt met een transcorticale sensorische afasie is in tegenstelling tot bij de meest voorkomende sensorische afasie, waarbij de laesie in het centrum van Wernicke is gelokaliseerd, het achterste deel van de gyrus temporalis superior, wel in staat om voorgezegde zinnen te herhalen. De verbinding die dit mogelijk maakt, de fasciculus arcuatus, is namelijk nog intact.